# L'Emprise (album)
| Recensione  | Giudizio |
| ----------- | -------- |
| Le Parisien | [ 2 ]    |
| La Presse   | 7/10     |
| Pure Charts | [ 8 ]    |

L'Emprise è il dodicesimo album in studio della cantante francese Mylène Farmer, pubblicato il 25 novembre 2022 dalla Stuffed Monkey e distribuito dalla Sony Music.

## Tracce
Testi di Mylène Farmer, musiche di Yoann Lemoine, eccetto dove indicato.
1. Invisibles – 3:35
2. À tout jamais – 3:46
3. Que l'aube est belle – 5:08
4. L'Emprise – 3:54
5. Do You Know Who I Am – 4:03 (musica: Darius Keeler)
6. Rallumer les étoiles – 4:24 (musica: Moby)
7. Rayon vert (con AaRON) – 3:45 (AaRON)
8. Ode à l'apesanteur – 3:32
9. Que je devienne… – 4:14
10. Ne plus renaître – 6:06 (musica: Archive)
11. D'un autre part – 3:12 (musica: Yoann Lemoine, Tanguy Destable)
12. Bouteille à la mer – 4:16 (musica: Armen Paul, Dimitri Ehrlich, Moby, Pete Gordeno)
13. Rayon vert (con AaRON; version piano voix) – 3:12 (AaRON)
14. Invisibles (Version piano voix) – 3:32

## Classifiche

### Classifiche settimanali
| Classifica (2022)   | Posizione massima |
| ------------------- | ----------------- |
| Belgio (Fiandre)    | 47                |
| Belgio (Vallonia)   | 1                 |
| Francia             | 1                 |
| Svizzera            | 1                 |
| Svizzera (Romandia) | 1                 |

### Classifiche di fine anno
| Classifica (2022) | Posizione |
| ----------------- | --------- |
| Belgio (Vallonia) | 19        |
| Francia           | 11        |
| Svizzera          | 68        |